# Diadelia cinerascens
Diadelia cinerascens är en skalbaggsart som beskrevs av Leon Fairmaire 1896. Diadelia cinerascens ingår i släktet Diadelia och familjen långhorningar.
Artens utbredningsområde är Madagaskar. Inga underarter finns listade i Catalogue of Life.